# Facundo Machaín
Facundo Machaín Recalde (Assunção, 26 de novembro de 1845 — Assunção, 29 de outubro de 1877) foi um advogado e político paraguaio, presidente do país em 31 de agosto de 1870. Foi eleito pela Assembleia para suceder ao triunvirato, mas na noite de sua posse, foi deposto por um golpe engendrado por Cirilo Antonio Rivarola. Este é considerado o primeiro golpe de estado pós Guerra do Paraguai.

## Juventude
Facundo Machaín Recalde era advogado e político. Ele nasceu em Assunção em 26 de novembro de 1845. Seus pais eram José Serapio Machaín y Zavala e Clara Recalde y Machaín. Ele era casado com Clara Recalde, mas não tinha filhos.
Depois de frequentar a escola em Assunção, estudou na Universidade Central do Chile, onde se formou na Faculdade de Direito.

## Política
No final da Guerra do Paraguai, no início de 1869, ele retornou à recém-ocupada Assunção e se envolveu na política. Ele rapidamente se tornou presidente do político Gran Club del Pueblo e foi eleito para a Assembleia Nacional. Facundo foi um dos primeiros políticos paraguaios a falar em público ao povo e conseguiu cativar o público com sua personalidade forte, sua juventude e cultura. Segundo a biografia escrita por José Segundo Decoud, Facundo era um bom orador mas tinha dificuldades para escrever. Como advogado, foi membro da comissão que elaborou a Constituição de 1870.

### Presidência
O governo provisório paraguaio de 1869 era constituído pelo coronel Carlos Loizaga, Cirilo Antonio Rivarola e José Díaz de Bedoya. Em maio de 1870, José Díaz de Bedoya renunciou e em 31 de agosto de 1870 Carlos Loizaga também renunciou. O membro remanescente, Antonio Rivarola, foi então dispensado de suas funções pela Assembleia Nacional, que instituiu uma presidência provisória para a qual foi eleito e assumiu o cargo em 31 de agosto de 1870.
Machaín foi eleito por 37 votos contra 5. Fez o seguinte juramento: “Juro perante Deus e a Pátria cumprir com veracidade as minhas funções de Presidente e todas as disposições da Convenção Soberana Constituinte”. Mas apenas 12 horas depois, em um complô planejado por Cirilo Antonio Rivarola, Cândido Bareiro e com a ajuda de algumas forças aliadas, ele foi derrubado em 1º de setembro de 1870 no primeiro golpe após a guerra.

### Carreira posterior
Ele foi nomeado membro da Suprema Corte de Justiça em 1872. Apesar de serem adversários políticos, o presidente Juan Bautista Gill o nomeou ministro das Relações Exteriores em junho de 1874.
Em 1876, ele negociou e assinou com o ministro argentino Bernardo de Irigoyen o Tratado de Machaín-Irigoyen em 3 de fevereiro de 1876, pelo qual o Paraguai cedeu oficialmente a província de Misiones e parte do território do Gran Chaco. Também tornou possível a remoção das forças de ocupação Aliadas do Paraguai em 3 de julho de 1876.

## Prisão e assassinato
Trabalhou como jornalista e foi professor e primeiro diretor do Colegio Nacional de Asunción (Escola Nacional de Assunção). Desse prédio viu o assassinato do presidente Juan Bautista Gill em abril de 1877. Ao ouvir os primeiros tiros, dirigiu-se a uma das sacadas que davam para a rua Libertad (hoje chamada Eligio Ayala) gritando: “O presidente está sendo morto”.
Ele concordou em defender os acusados pelo assassinato do presidente Gill. No entanto, a situação política tornou-o vítima de paixões políticas. Ele foi preso e colocado na mesma cela que seus réus, entre os quais José Dolores Molas.
Por ordem de Cândido Bareiro e Bernardino Caballero, foi assassinado por agentes penitenciários em sua cela em 29 de outubro de 1877, aos 32 anos. Sua morte causou grande tristeza na sociedade paraguaia. Dizia-se que com ele a escrita paraguaia perdeu um grande professor.